# Psychotria cernua
Psychotria cernua là một loài thực vật có hoa trong họ Thiến thảo. Loài này được Nadeaud miêu tả khoa học đầu tiên năm 1873.